# Cindy Merlo
Cindy Merlo (* 13. März 1998 in Wald) ist eine Schweizer Squashspielerin.

## Karriere
Cindy Merlo begann ihre professionelle Karriere in der Saison 2017 und gewann bislang drei Titel auf der PSA World Tour. Ihre höchste Platzierung in der Weltrangliste erreichte sie mit Rang 38 im Januar 2022. Mit der Schweizer Nationalmannschaft nahm sie 2018, 2022 und 2024 an der Weltmeisterschaft teil und stand auch mehrfach im Kader bei Europameisterschaften. Sie wurde 2018, 2019 und 2025 Schweizer Landesmeisterin.

## Erfolge
- Gewonnene PSA-Titel: 3
- Schweizer Meisterin: 3 Titel (2018, 2019, 2025)